# Tagawiti
Tagawiti is een bestuurslaag in het regentschap Lembata van de provincie Oost-Nusa Tenggara, Indonesië. Tagawiti telt 633 inwoners (volkstelling 2010).